# Petite Rivière (Nova Scotia)
Der Petite Rivière (französisch für „Kleiner Fluss“) ist ein Fluss im Lunenburg County der kanadischen Provinz Nova Scotia.

## Flusslauf
Der Petite Rivière bildet 7 km südlich der Stadt Bridgewater den Abfluss des Fancy Lake. Der Petite Rivière verlässt den Fancy Lake an dessen Ostufer nahe Conquerall Mills. Bei Conquerall Mills wurde am Petite Rivière bis 1971 ein Wasserkraftwerk betrieben. Der zugehörige Staudamm wurde 1977 abgerissen. Der Fluss verläuft nun in südöstlicher Richtung. Er passiert bei Crousetown eine Mühle mit zugehörigen Damm. Der Nova Scotia Highway 331 überquert bei Petite Rivière Bridge den Fluss. Östlich schließt sich das Ästuar des Petite Rivière an. Die Mündungsbucht wird von der Green Bay des Atlantischen Ozeans durch eine nach Süden verlaufende Landzunge getrennt. Auf der Landzunge befindet sich der Rissers Beach Provincial Park. Der Petite Rivière hat eine Länge von 15 km. Sein Einzugsgebiet umfasst 244 km².
Das oberhalb des Flusslaufs des Petite Rivière gelegene Seensystem von Minamkeak Lake, Milipsigate Lake und Hebb Lake bildet das Habitat einer Süßwasserpopulation des Coregonus huntsmani. Das Seensystem dient auch der Trinkwasserversorgung von Bridgewater.